# MÁV-Baureihe 390.1
Die MÁV-Baureihe 390.1 war eine Schmalspur-Dampflokomotive der ehemaligen K.u.k. Heeresbahn, die durch ihren Einsatz bei der Borzsavölgyi Gazdasági Vasút (BGV; deutsch: Borzsatalbahn) nach 1941 bei den Ungarischen Staatsbahnen MÁV eingegliedert wurde.

## Geschichte
Die Maschine wurde 1911 von Henschel & Sohn in Kassel für eine Waldbahngesellschaft bei Bolechov beschafft und war dort offenbar in einem Dampfsägewerk eingesetzt. Möglicherweise ist nicht nur eine Maschine dieses Typs geliefert worden. Technische Daten der Lokomotiven sind nur wenige vorhanden.
Die Lokomotive wurde im Ersten Weltkrieg von den K.u.k. Heeresbahnen beschlagnahmt und verblieb bis zum Zweiten Weltkrieg auf den Waldbahngleisen der Slowakei.
Die Einsatzdaten sind nicht lückenlos. 1917 soll sie in Dubové eingesetzt gewesen sein, von 1942 bis 1944 auf der ehemaligen Waldbahn Uschhorod – Radwanka und von 1944 bis in die 1950er Jahre auf der Borzsavölgyi Gazdasági Vasút (BGV; deutsch: Borzsatalbahn).
1941 hat sie die MÁV-Bezeichnung erhalten. Es existiert ein Foto von ihr in Berehowe.